# Walter Reek

Walter Reek

Walter Arthur Reek (* 26. Januar 1878 in Danzig; † 12. oder 19. Mai 1933 ebenda) war ein deutscher Politiker (SPD und Sozialdemokratische Partei der Freien Stadt Danzig).

## Leben und Wirken
Reek wurde als Sohn eines Zimmerpoliers geboren. Nach dem Besuch der St. Katharinen-Mittelschule in Danzig von 1884 bis 1891 wurde Reek von 1892 bis 1895 zum Zimmermann ausgebildet. Im Anschluss an eine mehrjährige Wanderschaft, die ihn durch Österreich, Deutschland und die Schweiz führte, in den Jahren 1895 bis 1900 gehörte Reek von 1900 bis 1902 dem Militär an. Als junger Mann trat er in die Sozialdemokratische Partei Deutschlands (SPD) ein. Außerdem wurde er Mitglied der Gewerkschaft, in der er zahlreiche Funktionärsaufgaben übernahm. 1902 wurde er Vorsitzender und 1906 angestellter Sekretär des Zentralverbandes der Zimmerer in Danzig. Ab 1908 nahm er an Unterrichtskursen der Generalkommission der Gewerkschaften Deutschlands teil. Nach vorübergehender Teilnahme am Ersten Weltkrieg war Reek ab 1916 in verschiedenen Kommissionen des Kriegsernährungsamtes Danzig tätig. 1917 wurde er Vorsitzender der Pressekommission Volkswacht. Ein Jahr später gründete er die Freie Baugenossenschaft Danzig. Im Mai desselben Jahres übernahm er außerdem die Funktion eines Arbeitersekretärs. Schließlich wurde er im Verlauf dieses Jahres noch zum Stadtverordneten in Danzig gewählt.
Im Januar 1919 wurde Reek als Kandidat der SPD für den Wahlkreis 2 (Westpreußen) in die Weimarer Nationalversammlung gewählt, der er bis zur Abtrennung Danzigs vom Deutschen Reich durch den Vertrag von Versailles angehörte. Danach saß er von 1920 bis 1927 im Danziger Senat. 1919 wurde Reek Sekretär des Allgemeinen Gewerkschaftsbundes der Stadt Danzig. 1925 wurde Reek Bürgermeister der Stadt Neuteich im Großen Werder. Ferner war er für die Sozialdemokratische Partei der Freien Stadt Danzig von 1925 bis 1926 Mitglied des ersten und zweiten Danziger Volkstages.
Die Darstellungen zu Reeks Tod sind widersprüchlich: Nach den Angaben in älterer Literatur sowie in einer Datenbank zu den Reichstagsabgeordneten der Weimarer Republik wurde Reek am 19. Mai 1933 in „Schutzhaft“ ermordet. Dieser Darstellung widerspricht ein Forschungsprojekt der Kommission für Geschichte des Parlamentarismus und der politischen Parteien: Diesen Angaben zufolge starb Reek, der zuletzt in mehrere Prozesse verwickelt war, am 12. Mai 1933 an den Folgen eines Schlaganfalls. In der Freien Stadt Danzig gelangten die Nationalsozialisten nach den Wahlen zum Volkstag am 28. Mai 1933 an die Macht.

## Gedenken

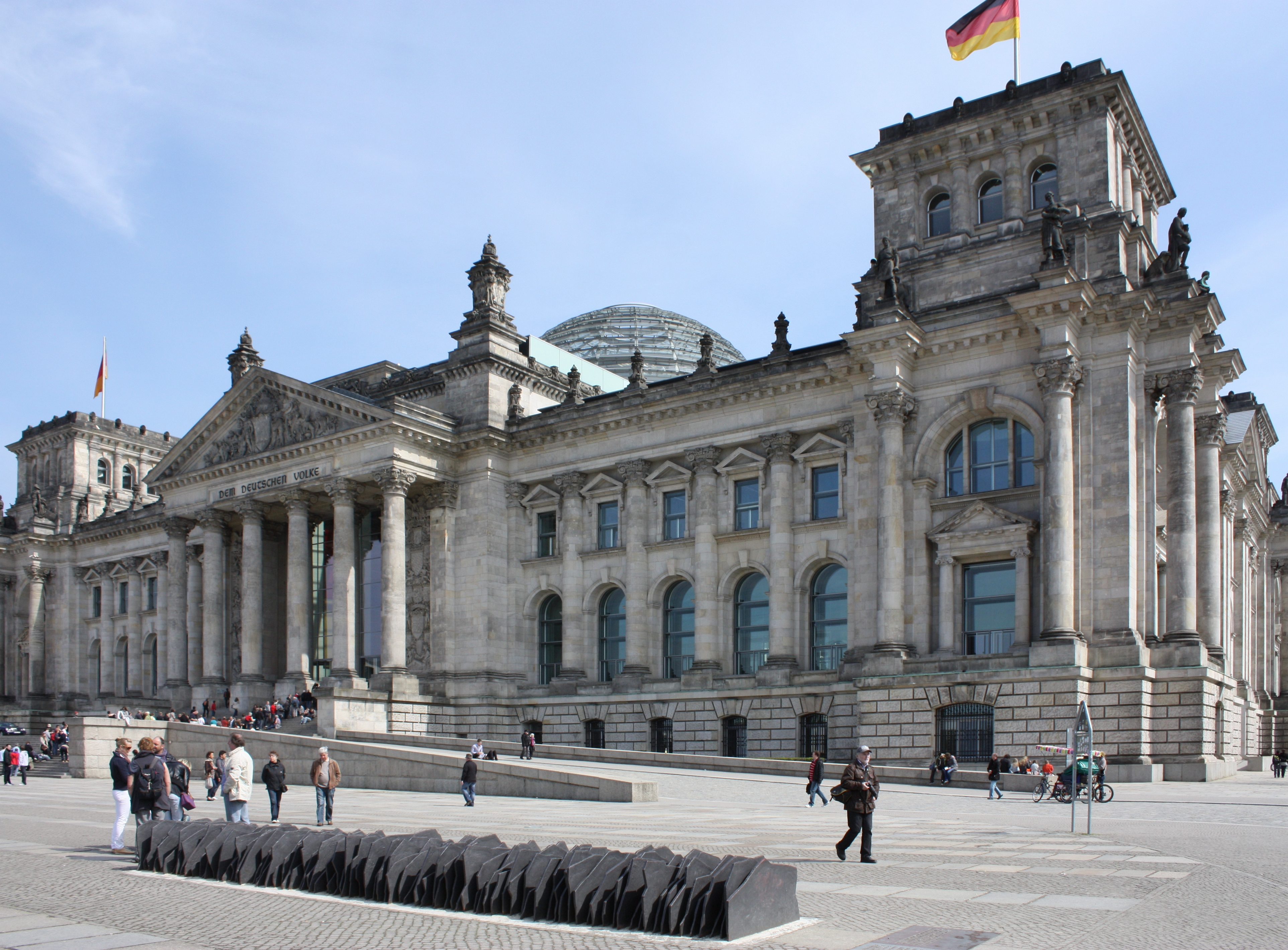
Gedenktafeln am Reichstag

Heute erinnert unter anderem eine Gedenktafel an Reeks Leben und politische Wirken, die Teil des Denkmals zur Erinnerung an die „96 von den Nationalsozialisten ermordeten Reichstagsabgeordneten“ in der Nähe des Berliner Reichstags ist.